# Цено Мустакерски
Цеко Минов Мустакерски е български учител и ботевградски общественик.

## Биография
Цеко Минов е първият главен учител на новооткритото първоначално училище в северната част на Ботевград през 1912 г. Той изнася сказки пред гражданството, публикува във вестниците спомени за дейността на Орханийския частен революционен комитет, а заедно с Петър Илчев е сред инициаторите за създаване на фонд „Левски“ за построяване паметник на Апостола и други подобни в двора на църквата „Свето Възнесение“ и в Арабаконашкия проход. Цеко Минов е един от организаторите на протеста на орханийци срещу Ньойския договор на 27 ноември 1929. Голям е приносът му за отдаване почит към патриотизма и героичната смърт на Стамен Панчев, както и за популяризиране на поезията му. Много ползотворна е дейността на Цеко Минов като председател на Ботевградската културно-просветна дружба в София, където той се премества да живее след пенсионирането си. По негова инициатива, към Дружбата е открита Младежка секция.